# Sue Davies
Pour les articles homonymes, voir Davies.
Susan Elizabeth Davies (née Adey ; 14 avril 1933 - 18 avril 2020) est une galeriste britannique, fondatrice en 1971 de The Photographers' Gallery, la première galerie indépendante de photographie britannique, qu'elle a dirigé jusqu'en 1991. 

## Jeunesse
Davies est née le 14 avril 1933 à Abadan, en Iran, où son père Stanworth Adey travaillait comme ingénieur à l'Anglo-Iranian Oil Company, et la famille a ensuite déménagé à New York. Sa mère s'appelait Joan (née Charlesworth). Ils sont retournés au Royaume-Uni lorsqu'elle avait  14 ans et elle est allée à l'école dans le Kent et à Londres avant de suivre une formation de secrétaire. En 1954, à 21 ans, elle a épousé John R. T. Davies (en) (1927–2004), musicien de jazz et restaurateur sonore d'anciens enregistrements de jazz. Le couple a eu trois enfants, Joanna, Jessica et Stephanie, (Stéphanie, la plus jeune, est morte d'un cancer en 1988.). 
Davies a travaillé pour le Journal municipal puis a occupé un emploi à temps partiel à l'Artist Placement Group (en) à Londres avant d'être engagée en 1968 à l'Institute of Contemporary Arts (ICA) comme secrétaire des expositions de Roland Penrose, cofondateur de l'ICA. Son intérêt pour la photographie y a été éveillé par la présence de Bill Jay (en), qui utilisait le lieu pour ses séminaires du Centre d'étude photo. À la suggestion de Julie Lawson, assistante personnelle de Penrose, Davis a installé l'exposition Spectrum (3 avril-11 mai 1969), une grande exposition collective du magazine Stern sur le thème « Femme ». Une exposition parallèle comprenait les artistes britanniques Dorothy Bohm, Tony Ray-Jones et Don McCullin et l'Italien Enzo Ragazzini ; les photographes britanniques ont fait partie de ceux qui ont suggéré à Davies d'ouvrir une galerie consacrée à la photographie.

## Fondation de The Photographers 'Gallery
L'un des cinq membres du personnel de l'Institut des arts contemporains sur Dover Street (en), puis l'un des 36 après son déménagement sur The Mall, Davies a connu sa période de gestion anarchique et de dépassement de budget. Elle a décidé de remédier au manque d'espace de galerie permanent pour la photographie, encouragée par le succès de la « Do Not Bend Gallery » ouverte par Bill Jay (en) en 1970, bien que celle-ci ne présentât pas seulement de la photographie. Le 14 janvier 1971, financée par une deuxième hypothèque sur sa maison, elle a lancé sa galerie dans un ancien salon de thé J. Lyons and Co. (en) qu'elle avait l'habitude de visiter après des séances de jazz. Refusant le nom « Photography Gallery » dans un esprit démocratique, elle l'a baptisée The Photographers' Gallery. Elle était bien placée, au 8 Great Newport Street à Covent Garden, à côté d' l'Arts Theatre (en) et près de Leicester Square, mais en mauvais état. Sa demande de soutien financier au Conseil des arts a suscité la réponse : « Pourquoi ne pouvez-vous pas financer la Galerie en vendant des estampes ? » Il a fallu deux ans au Conseil des arts pour accorder une aide à la Galerie. 
Davies a enregistré son entreprise en tant qu'organisme de bienfaisance et a trouvé des mécènes et des soutiens dans les photographes de l'agence Magnum comme David Hurn et les éditeurs de journaux Tom Hopkinson et David Astor (en) : avec Roy Strong (encouragé par le succès en 1968 de son exposition de Cecil Beaton à la National Portrait Gallery),, ils l'ont aidée à gérer les dépenses de la première année, 12 000 ₤ payées par les droits d'entrée de 20 000 visiteurs et un financement supplémentaire du Conseil des arts couvrant un déficit d'environ 7 000 ₤. Le 7 novembre 1971, un article du journal The Observer décrivait ainsi ses efforts : 

« Elle a travaillé comme un démon. Elle a trouvé le lieu et fourni l'argent, bien qu'elle soit loin d'être riche, et elle a persuadé des gens distingués comme Roy Strong de la National Portrait Gallery de faire partie de son conseil d'administration, où elle a mis comme président Tom Hopkinson, l'éditeur du légendaire Picture Post. Résultat : il est parfaitement possible qu'elle ait créé, toute seule, ce qui pourrait devenir l'équivalent pour la photographie de la National Gallery.
Les photographies sont déjà « de l'art » en Amérique. Les photographies victoriennes classiques s'y vendent aux enchères. (Il y en aura une grande vente chez Sotheby's en décembre.) »

Autour de The Photographers' Gallery, Davies a formé une communauté photographique rivalisant avec celle déjà établie à New York. La galerie consacrait 325 m2 aux expositions et à l'accueil du public. Des personnalités internationales comme Arthur Tress et Jacques Henri Lartigue y ont exposé, présenté des conférences et des ateliers, et ont été hébergées dans le petit appartement de Davies au sommet du 5 Great Newport Street afin d'encourager leur interaction avec les clients et le public de la Galerie lors de fêtes devenues légendaires.

## Impact
Le sujet des expositions était très varié : la première a été The Concerned Photographer, organisée par Cornell Capa, et la seconde, une exposition des Polaroids d'Andy Warhol, a été suivie par des expositions consacrées à l'industrie, à la mode, au paysage et aux jeunes photographes. Cependant, tous les exposants n'ont pas reçu l'approbation des critiques, et en particulier les expositions de David Hamilton organisées par Davies - trois en autant d'années - ont été condamnées par Euan Duff (en) pour son « symbolisme pictural cliché, exploitant le flou artistique, les couleurs pastel, les paysages de campagne et les vieilles maisons, les vêtements à l'ancienne et même des colombes blanches pour donner une fausse impression de nourriture saine et de nature ; ils sont une sorte de pornographie à la farine complète », exposée « parce que la galerie a besoin d'argent ».
Le soutien à la photographie britannique a connu un essor avec le nomination de Barry Lane comme premier responsable de la photographie au Conseil des arts en 1973, ce qui a augmenté les aides au financement pour des initiatives photographiques, et la fondation de The Photographers' Gallery a été suivie rapidement par celles de l'atelier Half Moon (futur Camerawork (en)) à Londres en 1972, de l'Impressions Gallery (en) à York (aussi en 1972) et de Ffotogallery à Cardiff en 1978. À cette date, The Photographers' Gallery recevait 20 000 visiteurs par mois et avait six employés, dont l'Australien Graham Howe (en) ; la photographe Dorothy Bohm était un soutien de la première heure et son mari faisait partie du conseil d'administration,.
La commissaire India Dhargalkar a commencé sa carrière à The Photographers' Gallery, et Francis Hodgson, directeur de Zwemmer Fine Photographs à partir de 1994, travaillait à l'atelier des tirages quand la galerie s'est étendue en 1980 au 5 Great Newport Street et a racheté son bâtiment, comme Zelda Cheatle à partir de 1983, avant qu'elle fonde la galerie à son nom en 1989. Parmi les autres employés, on trouve : à partir de 1975 à l'atelier des tirages, Helena Srakocic-Kovac, copropriétaire en 1980 de la galerie Contrasts, puis cofondatrice avec Dorothy Bohm de la galerie Focus (1998-2004) ; de 1976 à 1986, Claire de Rouen (c.1930-2012), future fondatrice de la librairie d'art à son nom à Soho.
Sous la direction de Davies, la galerie a présenté 150 expositions importantes et une multitude de petites. Elle a proposé des photographies de Walker Evans, W. Eugene Smith, Florence Henri, William Klein, Imogen Cunningham, Helen Levitt et des centaines d'autres. Ses expositions thématiques comprennent Concerned Photographers 1 (1971), The Press Show (1973), European Colour (1978) et Modern British Photography (1981). La galerie a accueilli la premières grandes expositions britanniques d'Irving Penn, Jacques-Henri Lartigue, André Kertesz, William Klein, Bert Hardy (en) et George Rodger ; les images dérangeantes de l'apartheid en Afrique du Sud de David Goldblatt y ont été présentées par Davies en 1974, dans la première exposition personnelle de celui-ci. De nombreuses expositions ont voyagé en Angleterre sous les auspices du Conseil des arts de Grande-Bretagne. À partir de 1981–1982, Margaret Harker (en) a donné à la galerie une série de conférences sur le développement de la photographie en Grande-Bretagne.
Le directeur actuel de The Photographers' Gallery, Brett Rogers (en), a déclaré en 2020 :

« La vision de Sue pour la galerie avait ses racines dans un esprit de collaboration. Dès le début, elle a rassemblé un groupe de personnes de même état d'esprit pour travailler avec elle à ce que TPG soit d'abord et avant tout un lieu pour que les photographes exposent, partagent, se rencontrent et vendent leurs œuvres. Elle voulait aussi offrir un environnement qui inspire, éduque et informe le public sur le rôle crucial — et unique — que la photographie joue dans nos vies et nos communautés. »

## Carrière ultérieure
En 1991, Davies a quitté The Photographers' Gallery lorsqu'elle a trouvé son temps usurpé par la collecte de fonds nécessité par les changements de la fiscalité des arrondissements de Londres. À son départ, la galerie occupait deux salles, employait 23 personnes, présentait 21 expositions chaque année dans trois galeries, abritait une librairie rentable et vendait des tirages de sa collection. Davies a été remplacée par Sue Grayson Ford, précédemment Directrice de la Serpentine Gallery, et a continué à être impliquée dans la photographie comme conférencière et conservatrice visiteuse, ainsi qu'en tant que coordinatrice de la sculpture pour l'International Garden Festival (en) de Liverpool en 1984. Elle a été la première coordinatrice des expositions de la Cornerhouse de Manchester et directrice du festival du centenaire de Wakefield.
Davies est morte à Hereford le 18 avril 2020, quatre jours après son 87e anniversaire, l'année précédant le 50e anniversaire de The Photographers' Gallery.